# Louis Müller-Unkel
Louis Müller-Unkel (* 13. Februar 1853 in Schmalenbuche; † 23. Februar 1938 in Rudolstadt) war ein deutscher Glastechniker. Er hat die ersten Glühkathodenröhren hergestellt, war führend in der Herstellung von Fotozellen und ist untrennbar mit der Entdeckung der Röntgenstrahlen verbunden.

## Leben und Werk
Der Tradition in seiner Familie folgend, lernte Louis Müller-Unkel das Glasbläserhandwerk. 1886 wechselte er nach Bonn in die Werkstatt von Franz Müller Beckenbauer. Diese war von Heinrich Geißler gegründet worden und war inzwischen zu einer Art „Meisterschule“ gewachsen, welche nicht nur in Wissenschaftlerkreisen einen sehr guten Namen hatte.
In Wolfenbüttel beschäftigten sich zu dieser Zeit die Physiker Julius Elster und Hans Geitel mit elektrischen Leitungsvorgängen in Gasen. Sie benötigten dafür technologisch anspruchsvolle Glasgebilde, für deren Anfertigung professionelle Hilfe erforderlich war. Man wandte sich an die renommierte Bonner Werkstatt. Hier wurde der handwerklich begabte Louis Müller-Unkel mit der Ausführung des Auftrages betraut. Es folgten weitere Aufträge. Müller-Unkel sah in den noch zu erwartenden Aufträgen aus Wolfenbüttel günstige Voraussetzungen für eine selbstständige Existenz. Er ging 1888 nach Braunschweig und eröffnete ein Institut zur Anfertigung chemischer, physikalischer und meteorologischer Glaspräcisions-Instrumente.
Den ersten Auftrag, den er hier für Elster und Geitel ausführte, war ein evakuierter Glaskörper mit eingeschmolzenem Kathoden-Glühdraht und einer gegenüberliegenden Anode in Form eines runden Metallplättchens als Anode. Es ist der Vorläufer der in der Elektronik lange unverzichtbaren Glühkathodenröhren, in diesem Fall eine Glühkathodendiode.
Elster und Geitel erforschten den äußeren lichtelektrischen Effekt. In diesem Zusammenhang gelangten sie zur Erfindung der Fotozelle. Die lichtelektrischen Zellen stellte wiederum Müller-Unkel her. Er war alsbald in der Lage, Fotozellen in jeder gewünschten Ausführung anzufertigen, und nahm damit eine wissenschaftlich bedeutsame Position ein.
Müller-Unkel führte seine Arbeiten mit hohem fachlichen Anspruch aus. Das sprach sich herum. Heinrich Hertz, Philipp Lenard, Conrad Röntgen u. v. a. nahmen zu dem Braunschweiger Glastechniker Kontakt auf. Er war dadurch an Entdeckungen und Entwicklungen beteiligt, die tief in die Ausprägungen unserer Zivilisation eingriffen. Wie neuere Forschungen zur Entdeckungsgeschichte der Röntgenstrahlen ergeben haben, waren es Gasentladungsröhren die Müller-Unkel für Röntgen anfertigte, mit denen dieser am Abend des 8. November 1895 seine sensationelle Beobachtung der körperdurchdringenden Strahlung machte.
Als sich dann die Entdeckung der Röntgenstrahlen wie ein Lauffeuer verbreitete und eine riesige Nachfrage nach „Röntgenröhren“ entstand, verkündete Müller-Unkel, er könne Röhren „genau nach der Vorschrift des Hrn Prof. Röntgen“ liefern.
Die Fertigung von so genannten Gasentladungsröhren bestimmte die ersten Jahre seines Wirkens. Die in seinem ersten Firmenprospekt bereits aufgeführten „Chemischen Apparate“ belegen jedoch, dass er durchaus um weitergehende Kontakte zu Wissenschaftlern bemüht war.
1913 reduzierte Müller-Unkel sein Unternehmen auf eine reine Reparaturwerkstatt. Im April 1931 meldete er schließlich, mittlerweile achtundsiebzigjährig, sein Gewerbe ab.
Seinen Lebensabend verbrachte er im thüringischen Rudolstadt, betreut von seiner Schwester und zwei Nichten. Dort ist er im Alter von 85 Jahren am 23. Februar 1938 gestorben.